# I miei successi (Mario Merola)
I miei successi è un album-raccolta pubblicato nel 2009 che contiene 13 brani del cantante italiano Mario Merola.

## Tracce
1. Passione eterna (durata 3:40)
2. Caino e Abele (durata 2:51)
3. 'O puveriello (durata 3:25)
4. Cumpagno 'e cella (durata 3:30)
5. Busciarda e bella (durata 3:18)
6. 'E cumparielle (durata 2:52)
7. 'A dolce vita (durata 3:06)
8. 'E brillante d'a Madonna (durata 3:27)
9. Napule mio (durata 2:35)
10. 'O segno 'e Zorro (durata 4:07)
11. In nome della legge (durata 3:00)
12. 'O vico (durata 3:21)
13. 'O vendicatore (durata 3:36)